# 300 procent normy
300 procent normy – polski teleturniej emitowany w TVP1. Premiera pierwszego odcinka odbyła się 7 września 2008 roku, ostatni odcinek wyemitowano 5 lipca 2009 roku. Prowadzącym program był Maciej Orłoś. Towarzyszyła mu Joanna Jeżewska, która wcielała się w role znanych prezenterek, piosenkarek lub aktorek. Pytania teleturnieju nawiązywały do czasów PRL-u i oparte były na archiwalnych nagraniach Polskiej Kroniki Filmowej oraz wycinkach ze znanych polskich filmów lub piosenek.

## Pory emisji programu
Na podstawie archiwalnego programu dla prasy Telewizji Polskiej.
| Emisja od       | Emisja do         | Pora emisji                    | Liczba odc.    |
| --------------- | ----------------- | ------------------------------ | -------------- |
| 7 września 2008 | 30 listopada 2008 | sobota i niedziela 17.20       | 22             |
| 26 grudnia 2008 | 26 grudnia 2008   | piątek 16.00                   | 1 (świąteczny) |
| 20 grudnia 2008 | 30 maja 2009      | sobota 17.20                   | 18             |
| 6 czerwca 2009  | 7 czerwca 2009    | sobota i niedziela 17.20       | 2              |
| 13 czerwca 2009 | 21 czerwca 2009   | sobota 18.15 i niedziela 17.20 | 4              |
| 27 czerwca 2009 | 5 lipca 2009      | sobota i niedziela 18.15       | 4              |